# Lareiga hydrophila
Lareiga hydrophila là một loài tò vò trong họ Ichneumonidae.